# Epizeuxis lubricalis
Epizeuxis lubricalis är en fjärilsart som beskrevs av Charles Andreas Geyer 1832. Epizeuxis lubricalis ingår i släktet Epizeuxis och familjen nattflyn. Inga underarter finns listade i Catalogue of Life.